# Escada de Jacó (Jamestown)
Escada de Jacó (em inglês: Jacob's Ladder) é uma escada localizada em Jamestown, capital do território ultramarino britânico de Santa Helena, Ascensão e Tristão da Cunha que está situada na ilha de Santa Helena. Conecta a cidade, na parte mais baixa, a um forte (o Ladder Hill Fort). A construção alcança os 300 m de altitude.
A escada é tudo o que resta de um teleférico que foi construído no início do século XIX. Suas pistas e os carros foram desativados e removidos mais tarde, porém as escadas construídas juntamente com o sistema permaneceram no local e se tornaram uma atração turística de Jamestown.

## História e descrição
A Saint Helena Railway Company construiu no local em 1829 um teleférico inclinado projetado pelo engenheiro local JW Hoar. O sistema era composto por dois carros que percorriam 281 m de comprimento para transportar carga entre Jamestown e o Ladder Hill Fort. Os veículos circulavam sobre um par de trilhos de chapa de ferro fixados em travessas de madeira, que por sua vez estavam escoradas na superfície rochosa do vale. Esses trilhos foram separados por uma escada de 700 degraus para pedestres, com um ângulo de subida entre 39 e 41 graus. A força motriz era fornecida por uma equipe de três burros no topo que girava um cabrestante conectado aos carros por uma corrente de ferro e polias.
Danos causados por cupins nos componentes de madeira fizeram com que os Engenheiros Reais removessem os carros, os trilhos e as máquinas associadas em 1871, permanecendo desde então somente os degraus, que ficaram conhecidos como Escada de Jacó. Intervenções posteriores reduziram um nível dos degraus e com isso permaneceram 699. Em 2000 foi instalada implantada iluminação noturna nas laterais da escada e em 2006 ocorreram ajustes de nivelamento. A escada foi declarada como uma estrutura listada Nível I. Anualmente é realizado na ilha o "Festival da Corrida", que inclui uma corrida cronometrada na escada, atraindo participantes de diversos países.

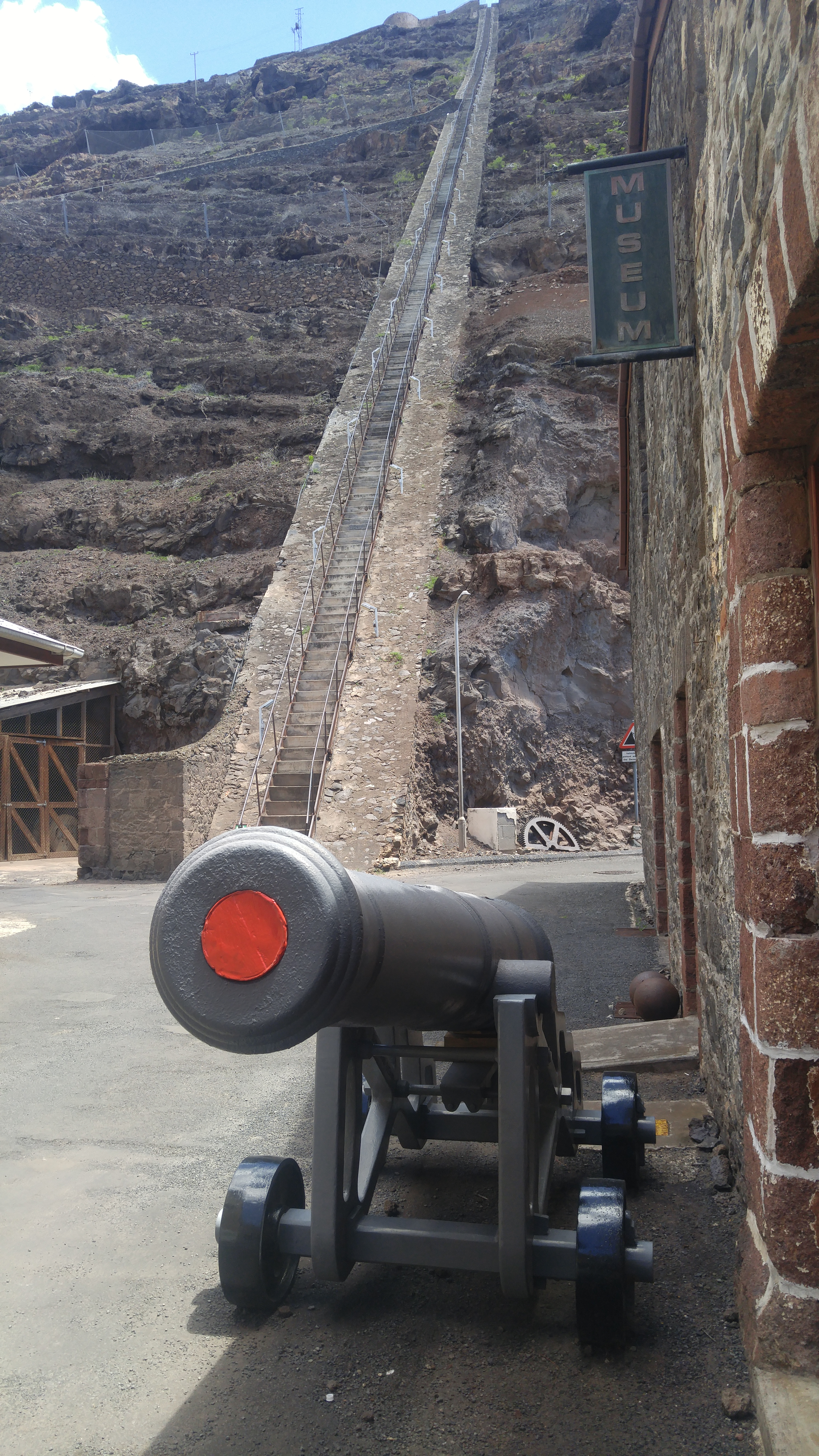
Escada de Jacó a partir do Museu de Santa Helena
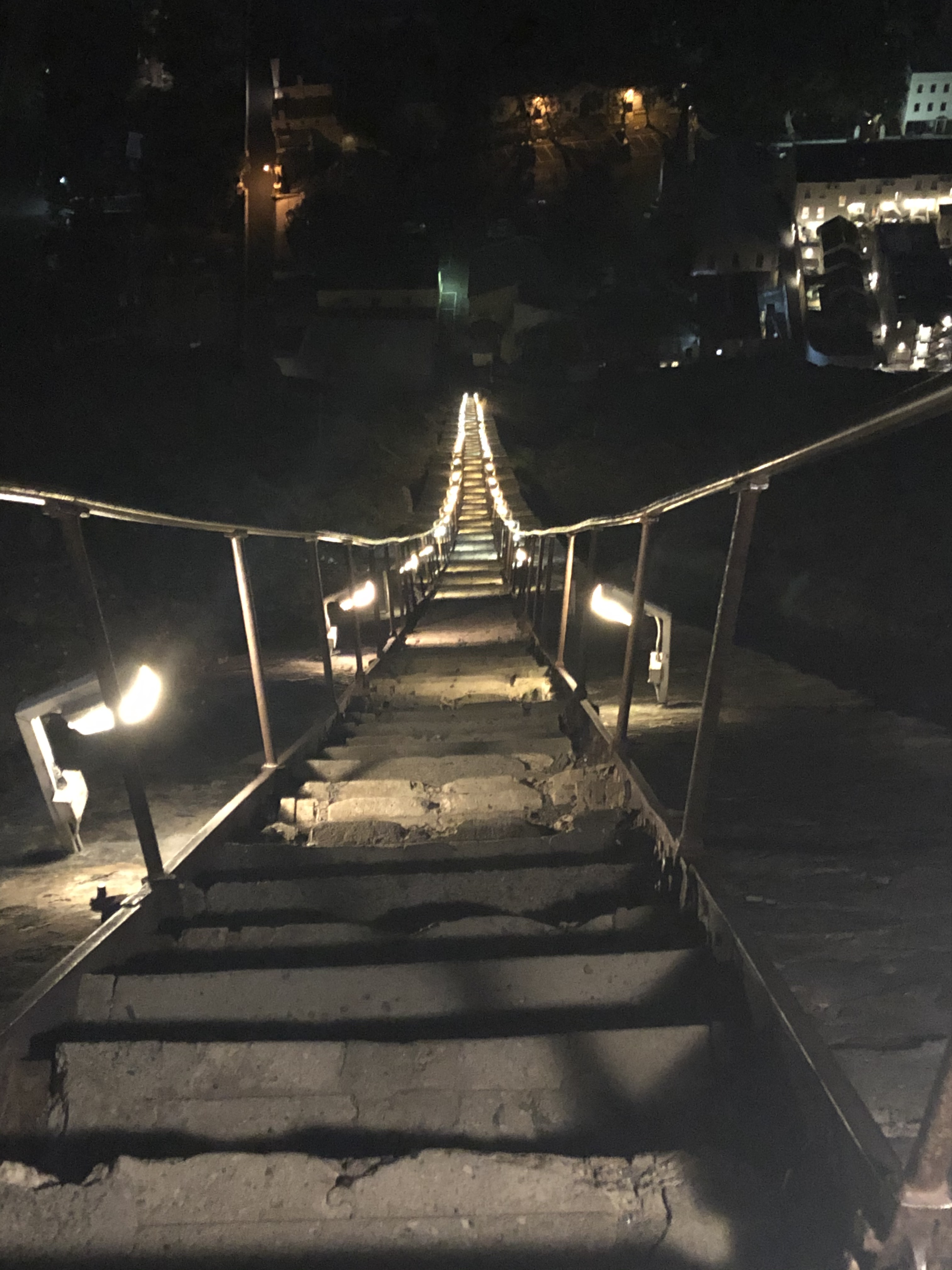
Iluminação noturna na escada
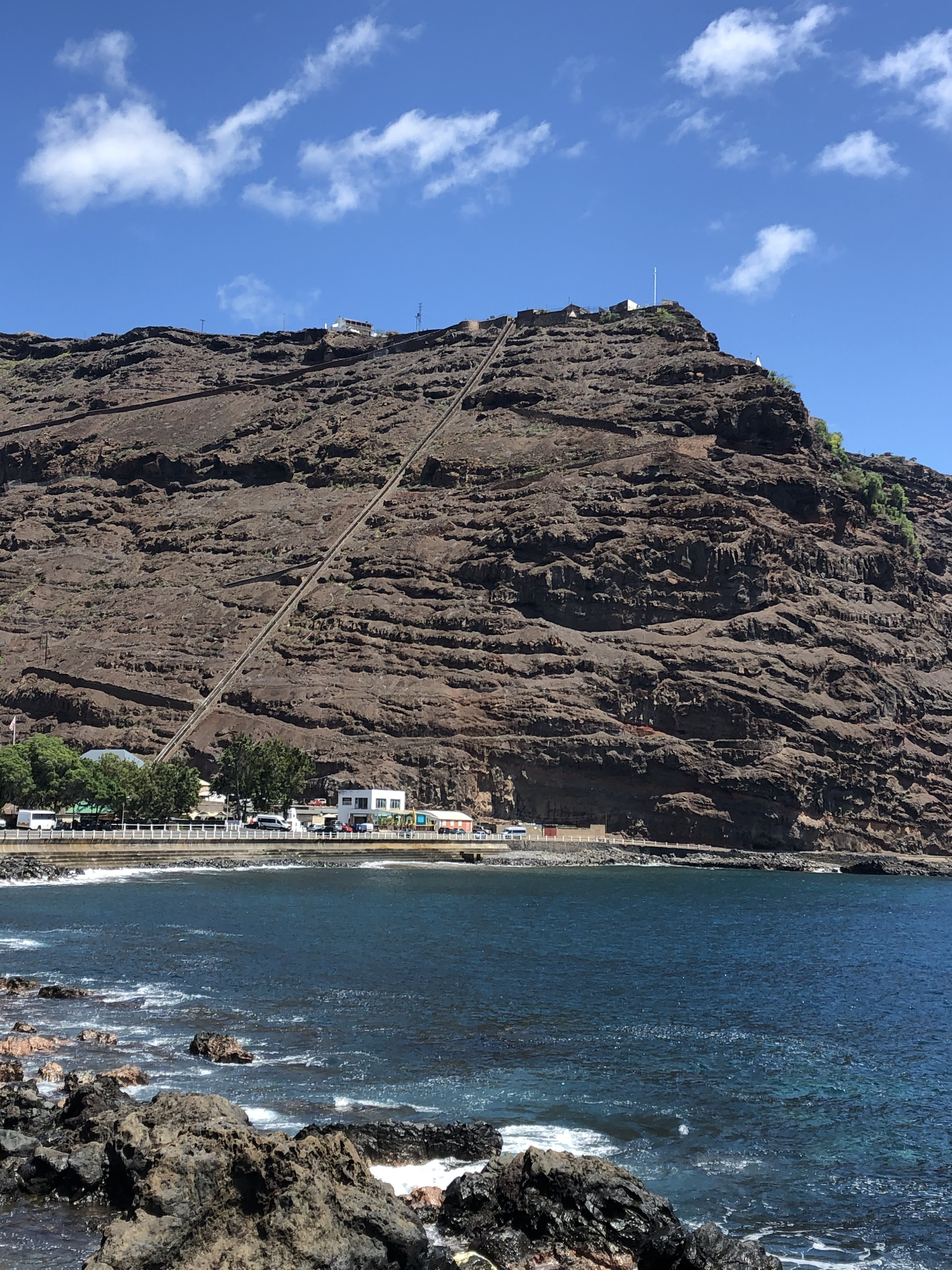
Vista remota da escada a partir da costa de Jamestown